# North Alamo
North Alamo è un census-designated place degli Stati Uniti d'America situato nella contea di Hidalgo dello Stato del Texas.
La popolazione era di 3.235 persone al censimento del 2010. Fa parte dell'area metropolitana di McAllen–Edinburg–Mission.

## Geografia fisica
North Alamo è situata a 26°12′53″N 98°07′27″W (26.214649, -98.124075).
Secondo lo United States Census Bureau, ha un'area totale di 1,8 miglia quadrate (4,7 km²).

## Società

### Evoluzione demografica
Secondo il censimento del 2000, c'erano 2.061 persone, 565 nuclei familiari e 496 famiglie residenti nella città. La densità di popolazione era di 1.148,9 persone per miglio quadrato (444,6/km²). C'erano 913 unità abitative a una densità media di 509,0 per miglio quadrato (196,9/km²). La composizione etnica della città era formata dal 96,70% di bianchi, il 2,18% di altre razze, e l'1,12% di due o più etnie. Ispanici o latinos di qualunque razza erano l'89,91% della popolazione.
C'erano 565 nuclei familiari di cui il 52,4% aveva figli di età inferiore ai 18 anni, il 68,5% aveva coppie sposate conviventi, il 13,1% aveva un capofamiglia femmina senza marito, e il 12,2% erano non-famiglie. L'11,2% di tutti i nuclei familiari erano individuali e il 6,0% aveva componenti con un'età di 65 anni o più che vivevano da soli. Il numero di componenti medio di un nucleo familiare era di 3,65 e quello di una famiglia era di 3,94.
La popolazione era composta dal 37,4% di persone sotto i 18 anni, l'11,6% di persone dai 18 ai 24 anni, il 27,9% di persone dai 25 ai 44 anni, il 13,8% di persone dai 45 ai 64 anni, e il 9,3% di persone di 65 anni o più. L'età media era di 26 anni. Per ogni 100 femmine c'erano 100,9 maschi. Per ogni 100 femmine dai 18 anni in giù, c'erano 98,9 maschi.
Il reddito medio di un nucleo familiare era di 19.430 dollari e quello di una famiglia era di 19.357 dollari. I maschi avevano un reddito medio di 21.250 dollari contro i 19.250 dollari delle femmine. Il reddito pro capite era di 8.857 dollari. Circa il 47,1% delle famiglie e il 53,6% della popolazione erano sotto la soglia di povertà, incluso il 63,8% di persone sotto i 18 anni e il 34,8% di persone di 65 anni o più.